# Xylena japonica
Xylena japonica är en fjärilsart som beskrevs av Hoene 1917. Xylena japonica ingår i släktet Xylena och familjen nattflyn. Inga underarter finns listade i Catalogue of Life.